# US Super Tour 2024/25
Die US Super Tour 2024/25 war eine von der FIS organisierte Wettkampfserie, die zum Unterbau des Skilanglauf-Weltcups 2024/25 gehörte. Sie begann am 12. Dezember 2024 in Hayward und endete am 30. März 2025 in Lake Placid. Die Gesamtwertung der Männer gewann John Steel Hagenbuch und bei den Frauen Erica Lavén.

## Männer

### Resultate
| 1. US Super Tour in Hayward, 12. bis 17. Dezember 2024 | 1. US Super Tour in Hayward, 12. bis 17. Dezember 2024 | 1. US Super Tour in Hayward, 12. bis 17. Dezember 2024 | 1. US Super Tour in Hayward, 12. bis 17. Dezember 2024 | 1. US Super Tour in Hayward, 12. bis 17. Dezember 2024 |
| ------------------------------------------------------ | ------------------------------------------------------ | ------------------------------------------------------ | ------------------------------------------------------ | ------------------------------------------------------ |
| Datum                                                  | Disziplin                                              | Erster Platz                                           | Zweiter Platz                                          | Dritter Platz                                          |
| 12. Dezember 2024                                      | Sprint Freistil                                        | Luke Jager                                             | Graham Houtsma                                         | John Steel Hagenbuch                                   |
| 14. Dezember 2024                                      | Sprint klassisch                                       | Graham Houtsma                                         | Adam Witkowski                                         | John Steel Hagenbuch                                   |
| 15. Dezember 2024                                      | 10 km Freistil                                         | John Steel Hagenbuch                                   | Will Koch                                              | Rémi Drolet                                            |
| 17. Dezember 2024                                      | 20 km klassisch Massenstart                            | Luke Jager                                             | John Steel Hagenbuch                                   | Brian Bushey                                           |

| 2. US Super Tour und US-amerikanische Meisterschaften in Anchorage, 2. bis 7. Januar 2025 | 2. US Super Tour und US-amerikanische Meisterschaften in Anchorage, 2. bis 7. Januar 2025 | 2. US Super Tour und US-amerikanische Meisterschaften in Anchorage, 2. bis 7. Januar 2025 | 2. US Super Tour und US-amerikanische Meisterschaften in Anchorage, 2. bis 7. Januar 2025 | 2. US Super Tour und US-amerikanische Meisterschaften in Anchorage, 2. bis 7. Januar 2025 |
| ----------------------------------------------------------------------------------------- | ----------------------------------------------------------------------------------------- | ----------------------------------------------------------------------------------------- | ----------------------------------------------------------------------------------------- | ----------------------------------------------------------------------------------------- |
| Datum                                                                                     | Disziplin                                                                                 | Erster Platz                                                                              | Zweiter Platz                                                                             | Dritter Platz                                                                             |
| 2. Januar 2025                                                                            | 10 km Freistil                                                                            | John Steel Hagenbuch                                                                      | Andreas Kirkeng                                                                           | Walker Hall                                                                               |
| 4. Januar 2025                                                                            | Sprint klassisch                                                                          | Andreas Kirkeng                                                                           | Luke Jager                                                                                | Michael Earnhart                                                                          |
| 5. Januar 2025                                                                            | 20 km klassisch Massenstart                                                               | Andreas Kirkeng                                                                           | John Steel Hagenbuch                                                                      | Luke Jager                                                                                |
| 7. Januar 2025                                                                            | Sprint Freistil                                                                           | Michael Earnhart                                                                          | Walker Hall                                                                               | Carl Rune                                                                                 |

| 3. US Super Tour in Bozeman, 24. bis 26. Januar 2025 | 3. US Super Tour in Bozeman, 24. bis 26. Januar 2025 | 3. US Super Tour in Bozeman, 24. bis 26. Januar 2025 | 3. US Super Tour in Bozeman, 24. bis 26. Januar 2025 | 3. US Super Tour in Bozeman, 24. bis 26. Januar 2025 |
| ---------------------------------------------------- | ---------------------------------------------------- | ---------------------------------------------------- | ---------------------------------------------------- | ---------------------------------------------------- |
| Datum                                                | Disziplin                                            | Erster Platz                                         | Zweiter Platz                                        | Dritter Platz                                        |
| 24. Januar 2025                                      | 20 km Freistil Massenstart                           | John Steel Hagenbuch                                 | Joe Davies                                           | Brian Bushey                                         |
| 25. Januar 2025                                      | Sprint Freistil                                      | Michael Earnhart                                     | Anders Weiss                                         | Eemil Juntunen                                       |
| 26. Januar 2025                                      | 7,5 km klassisch                                     | John Steel Hagenbuch                                 | Andreas Kirkeng                                      | Florian Knopf                                        |

| 4. US Super Tour und American Birkebeiner in Hayward, 22. Februar 2025 | 4. US Super Tour und American Birkebeiner in Hayward, 22. Februar 2025 | 4. US Super Tour und American Birkebeiner in Hayward, 22. Februar 2025 | 4. US Super Tour und American Birkebeiner in Hayward, 22. Februar 2025 | 4. US Super Tour und American Birkebeiner in Hayward, 22. Februar 2025 |
| ---------------------------------------------------------------------- | ---------------------------------------------------------------------- | ---------------------------------------------------------------------- | ---------------------------------------------------------------------- | ---------------------------------------------------------------------- |
| Datum                                                                  | Disziplin                                                              | Erster Platz                                                           | Zweiter Platz                                                          | Dritter Platz                                                          |
| 22. Februar 2025                                                       | 50 km Freistil Massenstart                                             | Gérard Agnellet                                                        | David Norris                                                           | Michael Earnhart                                                       |

| 5. US Super Tour in Lake Placid, 26. bis 30. März 2025 | 5. US Super Tour in Lake Placid, 26. bis 30. März 2025 | 5. US Super Tour in Lake Placid, 26. bis 30. März 2025 | 5. US Super Tour in Lake Placid, 26. bis 30. März 2025 | 5. US Super Tour in Lake Placid, 26. bis 30. März 2025 |
| ------------------------------------------------------ | ------------------------------------------------------ | ------------------------------------------------------ | ------------------------------------------------------ | ------------------------------------------------------ |
| Datum                                                  | Disziplin                                              | Erster Platz                                           | Zweiter Platz                                          | Dritter Platz                                          |
| 26. März 2025                                          | 10 km Freistil                                         | John Steel Hagenbuch                                   | Joe Davies                                             | Graham Houtsma                                         |
| 28. März 2025                                          | Sprint Freistil                                        | Ben Ogden                                              | Gus Schumacher                                         | Xavier McKeever                                        |
| 30. März 2025                                          | 40 km klassisch Massenstart                            | John Steel Hagenbuch                                   | Gus Schumacher                                         | Rémi Drolet                                            |

### Gesamtwertung Männer
| Rang | Name                 | Punkte |
| ---- | -------------------- | ------ |
| 01.  | John Steel Hagenbuch | 429    |
| 02.  | Michael Earnhart     | 297    |
| 03.  | Luke Jager           | 243    |
| 04.  | Andreas Kirkeng      | 208    |
| 05.  | Garrett Butts        | 196    |
| 06.  | Reid Goble           | 175    |
| 07.  | Graham Houtsma       | 173    |
| 08.  | Brian Bushey         | 171    |
| 09.  | Will Koch            | 158    |
| 10.  | Walker Hall          | 145    |

| Rang | Name               | Punkte |
| ---- | ------------------ | ------ |
| 011. | Peter Wolter       | 134    |
| 012. | Hugo Hinckfuss     | 121    |
| 013. | Hunter Wonders     | 117    |
| 014. | Florian Knopf      | 112    |
| 015. | Gus Schumacher     | 100    |
| 016. | Trey Jones         | 96     |
| 017. | Adam Witkowski     | 83     |
| 017. | Murphy Kimbll      | 82     |
| 019. | Kristoffer Karsrud | 80     |
| 020. | Xavier McKeever    | 78     |

| Rang | Name              | Punkte |
| ---- | ----------------- | ------ |
| 021. | Rémi Drolet       | 78     |
| 022. | Anders Weiss      | 76     |
| 023. | Joe Davies        | 68     |
| 024. | Christopher Kalev | 60     |
| 024. | Ben Ogden         | 60     |
| 024. | Elijah Weenig     | 60     |
| 027. | Zachary Jayne     | 56     |
| 028. | Scott Patterson   | 54     |
| 029. | Braden Becker     | 52     |
| 030. | Julien Locke      | 50     |

## Frauen

### Resultate
| 1. US Super Tour in Hayward, 12. bis 17. Dezember 2024 | 1. US Super Tour in Hayward, 12. bis 17. Dezember 2024 | 1. US Super Tour in Hayward, 12. bis 17. Dezember 2024 | 1. US Super Tour in Hayward, 12. bis 17. Dezember 2024 | 1. US Super Tour in Hayward, 12. bis 17. Dezember 2024 |
| ------------------------------------------------------ | ------------------------------------------------------ | ------------------------------------------------------ | ------------------------------------------------------ | ------------------------------------------------------ |
| Datum                                                  | Disziplin                                              | Erster Platz                                           | Zweiter Platz                                          | Dritter Platz                                          |
| 12. Dezember 2024                                      | Sprint Freistil                                        | Anabel Needham                                         | Mariel Merlii Pulles                                   | Tilde Bångman                                          |
| 14. Dezember 2024                                      | Sprint klassisch                                       | Erica Lavén                                            | Mariel Merlii Pulles                                   | Emma Albrecht                                          |
| 15. Dezember 2024                                      | 10 km Freistil                                         | Erica Lavén                                            | Tilde Bångman                                          | Nina Seemann                                           |
| 17. Dezember 2024                                      | 20 km klassisch Massenstart                            | Erica Lavén                                            | Tilde Bångman                                          | Nina Seemann                                           |

| 2. US Super Tour und US-amerikanische Meisterschaften in Anchorage, 2. bis 7. Januar 2025 | 2. US Super Tour und US-amerikanische Meisterschaften in Anchorage, 2. bis 7. Januar 2025 | 2. US Super Tour und US-amerikanische Meisterschaften in Anchorage, 2. bis 7. Januar 2025 | 2. US Super Tour und US-amerikanische Meisterschaften in Anchorage, 2. bis 7. Januar 2025 | 2. US Super Tour und US-amerikanische Meisterschaften in Anchorage, 2. bis 7. Januar 2025 |
| ----------------------------------------------------------------------------------------- | ----------------------------------------------------------------------------------------- | ----------------------------------------------------------------------------------------- | ----------------------------------------------------------------------------------------- | ----------------------------------------------------------------------------------------- |
| Datum                                                                                     | Disziplin                                                                                 | Erster Platz                                                                              | Zweiter Platz                                                                             | Dritter Platz                                                                             |
| 2. Januar 2025                                                                            | 10 km Freistil                                                                            | Kate Oldham                                                                               | Kendall Kramer                                                                            | Erica Lavén                                                                               |
| 4. Januar 2025                                                                            | Sprint klassisch                                                                          | Erica Lavén                                                                               | Mariel Merlii Pulles                                                                      | Sammy Smith                                                                               |
| 5. Januar 2025                                                                            | 20 km klassisch Massenstart                                                               | Kendall Kramer                                                                            | Erica Lavén                                                                               | Lauren Jortberg                                                                           |
| 7. Januar 2025                                                                            | Sprint Freistil                                                                           | Mariel Merlii Pulles                                                                      | Erica Lavén                                                                               | Kate Oldham                                                                               |

| 3. US Super Tour in Bozeman, 24. bis 26. Januar 2025 | 3. US Super Tour in Bozeman, 24. bis 26. Januar 2025 | 3. US Super Tour in Bozeman, 24. bis 26. Januar 2025 | 3. US Super Tour in Bozeman, 24. bis 26. Januar 2025 | 3. US Super Tour in Bozeman, 24. bis 26. Januar 2025 |
| ---------------------------------------------------- | ---------------------------------------------------- | ---------------------------------------------------- | ---------------------------------------------------- | ---------------------------------------------------- |
| Datum                                                | Disziplin                                            | Erster Platz                                         | Zweiter Platz                                        | Dritter Platz                                        |
| 24. Januar 2025                                      | 20 km Freistil Massenstart                           | Erica Lavén                                          | Sydney Palmer-Leger                                  | Tilde Bångman                                        |
| 25. Januar 2025                                      | Sprint Freistil                                      | Erica Lavén                                          | Eve Ondine Duchaufour                                | Astri Reithe Lunde                                   |
| 26. Januar 2025                                      | 7,5 km klassisch                                     | Erica Lavén                                          | Tilde Bångman                                        | Astri Reithe Lunde                                   |

| 4. US Super Tour und American Birkebeiner in Hayward, 22. Februar 2025 | 4. US Super Tour und American Birkebeiner in Hayward, 22. Februar 2025 | 4. US Super Tour und American Birkebeiner in Hayward, 22. Februar 2025 | 4. US Super Tour und American Birkebeiner in Hayward, 22. Februar 2025 | 4. US Super Tour und American Birkebeiner in Hayward, 22. Februar 2025 |
| ---------------------------------------------------------------------- | ---------------------------------------------------------------------- | ---------------------------------------------------------------------- | ---------------------------------------------------------------------- | ---------------------------------------------------------------------- |
| Datum                                                                  | Disziplin                                                              | Erster Platz                                                           | Zweiter Platz                                                          | Dritter Platz                                                          |
| 22. Februar 2025                                                       | 50 km Freistil Massenstart                                             | Sydney Palmer-Leger                                                    | Jessica Yeaton                                                         | Lauren Jortberg                                                        |

| 5. US Super Tour in Lake Placid, 26. bis 30. März 2025 | 5. US Super Tour in Lake Placid, 26. bis 30. März 2025 | 5. US Super Tour in Lake Placid, 26. bis 30. März 2025 | 5. US Super Tour in Lake Placid, 26. bis 30. März 2025 | 5. US Super Tour in Lake Placid, 26. bis 30. März 2025 |
| ------------------------------------------------------ | ------------------------------------------------------ | ------------------------------------------------------ | ------------------------------------------------------ | ------------------------------------------------------ |
| Datum                                                  | Disziplin                                              | Erster Platz                                           | Zweiter Platz                                          | Dritter Platz                                          |
| 26. März 2025                                          | 10 km Freistil                                         | Lucinda Anderson                                       | Erica Lavén                                            | Liliane Gagnon                                         |
| 28. März 2025                                          | Sprint Freistil                                        | Julia Kern                                             | Jessie Diggins                                         | Erica Lavén                                            |
| 30. März 2025                                          | 40 km klassisch Massenstart                            | Jessie Diggins                                         | Julia Kern                                             | Erica Lavén                                            |

### Gesamtwertung Frauen
| Rang | Name                  | Punkte |
| ---- | --------------------- | ------ |
| 01.  | Erica Lavén           | 491    |
| 02.  | Mariel Merlii Pulles  | 271    |
| 03.  | Kate Oldham           | 246    |
| 04.  | Erin Bianco           | 213    |
| 05.  | Emma Albrecht         | 180    |
| 06.  | Tilde Bångman         | 175    |
| 07.  | Selma Nevin           | 168    |
| 08.  | Lucinda Anderson      | 148    |
| 09.  | Eve Ondine Duchaufour | 146    |
| 10.  | Kendall Kramer        | 132    |

| Rang | Name                | Punkte |
| ---- | ------------------- | ------ |
| 011. | Renae Anderson      | 129    |
| 012. | Sammy Smith         | 122    |
| 013. | Lauren Jortberg     | 121    |
| 014. | Jessie Diggins      | 110    |
| 014. | Julia Kern          | 110    |
| 016. | Nina Schamberger    | 106    |
| 017. | Nina Seemann        | 104    |
| 018. | Sydney Palmer-Leger | 101    |
| 019. | Ava Thurston        | 84     |
| 019. | Anabel Needham      | 84     |

| Rang | Name                  | Punkte |
| ---- | --------------------- | ------ |
| 021. | Maja Kjærås Moland    | 74     |
| 022. | Gretta Scholz         | 71     |
| 023. | Marie Sølverud Wangen | 69     |
| 024. | Margie Freed          | 62     |
| 024. | Karolina Kaleta       | 62     |
| 026. | Annie McColgan        | 61     |
| 027. | Hanna Abrahamsson     | 60     |
| 028. | Astri Lunde           | 57     |
| 029. | Mia Case              | 55     |
| 030. | Anna Pryce            | 53     |